# エンブラエル EMB 120
エンブラエル EMB-120
ユナイテッド・エクスプレスのEMB-120
- 用途：旅客機、貨物機
- 分類：ターボプロップ機
- 製造者：エンブラエル
- 運用者

  - ブラジル空軍
  - アメリフライト（英語版）
  - スウィフトエア
- 初飛行：1983年7月27日
- 生産数：354機
- 運用開始：1985年10月
- 運用状況：運用中

エンブラエル EMB 120は、ブラジルの航空機メーカーのエンブラエルが開発した双発ターボプロップ旅客機である。

## 概要
ブラジルの国営航空製造会社のエンブラエルが、成功作のEMB-110に次いで開発した30席クラスのコミューター路線用の双発ターボプロップ旅客機である。
エンブラエルのプロペラ機の慣例通りに、ブラジルの首都のブラジリアにちなんで「EMB-120 ブラジリア」のニックネームがつけられている。
このクラスはライバルが多く競争が激しいが、1983年の初飛行以来多くの機体が南北アメリカやヨーロッパ諸国を中心に世界各国の航空会社や政府、軍などで運用されており、その胴体構造は後発のERJ-145に受け継がれた。
主翼は低翼配置・直線翼であり、尾翼はT字尾翼となっている。金属材料の使用が多く、複合材はごく一部にしか使われていない。初期量産型のエンジンはP&W115を使用し1,500軸馬力であったが、改良が加えられ、後期型ではP&W118を使用し1,800軸馬力まで向上している。

## 主なユーザー
- スカイウエスト航空
- デルタ航空（デルタコネクション）
- グレイトレイクス航空
- シルバー・エアウェイズ（全機退役済み）
- アトランティック・サウスイースト航空
- コムエアー
- アタラント・ソユーズ航空
- モルドバ航空